# Paul Huet
Paul Huet (Pariz, 3. listopada 1803. – Pariz, 9. siječnja 1869.), francuski slikar i bakropisac.
Istaknuo se kao slikar romantičnoga pejsaža. Jedan je od prvih predstavnika slikarstva francuskog romantizma, a kao pejsažist preteča barbizonske škole. Razvio se pod utjecajem engleskih pejsažista, posebno R. P. Boningtona. U bakropisu i litografiji radio je marine i krajolike. Preminuo je u Parizu 9. siječnja 1869.